# Lekkoatletyka na Igrzyskach Małych Państw Europy 2011
Lekkoatletyka na Igrzyskach Małych Państw Europy 2011 – zawody lekkoatletyczne w ramach rozgrywanych w Liechtensteinie igrzysk małych krajów odbyły się od 1 oraz 3 i 4 czerwca na stadionie w Schaan.

## Rezultaty
| NR – rekord kraju |

### Mężczyźni
| Konkurencja:                  | 1. miejsce                                                                             | Rezultat | 2. miejsce                                                                  | Rezultat | 3. miejsce                                                                              | Rezultat |
| Bieg na 100 m                 | Panagiotis Ioannou                                                                     | 10,60    | Yoann Bebon                                                                 | 10,82    | Anthos Christofides                                                                     | 10,84    |
| Bieg na 200 m                 | Panagiotis Ioannou                                                                     | 21,46    | Anthos Christofides                                                         | 21,75    | Owen Lee Camilleri                                                                      | 21,90    |
| Bieg na 400 m                 | Kevin Arthur Moore                                                                     | 47,68 NR | Brice Etès                                                                  | 48,63 NR | Kyriakos Antoniou                                                                       | 48,74    |
| Bieg na 800 m                 | Brice Etès                                                                             | 1:52,31  | Amine Khadiri                                                               | 1:52,53  | Christos Dimitriou                                                                      | 1:52,55  |
| Bieg na 1500 m                | Amine Khadiri                                                                          | 3:50,31  | Christos Dimitriou                                                          | 3:52,75  | Pol Mellina                                                                             | 3:54,23  |
| Bieg na 5000 m                | Pol Mellina                                                                            | 14:42,20 | Antoni Bernadó Planas                                                       | 14:46,15 | Marcos Sanza Arranz                                                                     | 14:50,24 |
| Bieg na 10000 m               | Antoni Bernadó Planas                                                                  | 30:57,70 | Marcos Sanza Arranz                                                         | 31:03,07 | Vincent Nothum                                                                          | 32:03,10 |
| Bieg na 110 m przez płotki    | Alexandros Stavrides                                                                   | 14,04    | Haris Koutras                                                               | 14,28    | Einar Daði Lárusson                                                                     | 14,56    |
| Bieg na 400 m przez płotki    | Aris Xoufaridis                                                                        | 52,91    | Björgvin Víkingsson                                                         | 53,08    | Andreas Silvestros                                                                      | 53,86    |
| Bieg na 3000 m z przeszkodami | Pascal Groben                                                                          | 9:25,21  | Josep Sansa Bullich                                                         | 9:29,27  | Jamal Baaziz                                                                            | 9:33,99  |
| Sztafeta 4 x 100 m            | Cypr · Antreas Michail · Anthos Christofides · Vasilis Polykarpou · Panagiotis Ioannou | 41,53    | Malta · Andy Grech · Rachid Chouhal · Owen Lee Camilleri · Karl Farrugia    | 41,72    | San Marino · Santos Nicolas Bollini · Ivano Bucci · Federico Gorrieri · Enrico Morganti | 42,21    |
| Sztafeta 4 x 400 m            | Cypr · Stefanos Anastasiou · Aris Xoufaridis · Riginos Menelaou · Kyriakos Antoniou    | 3:14,02  | Malta · Neil Brimmer · Karl Farrugia · James D´Alfonso · Kevin Arthur Moore | 3:15,73  | Monako · Jules Andrieu · Pierre-Marie Arnaud · Rémy Charpentier · Brice Etès            | 3:20,10  |
| Skok wzwyż                    | Emilios Xenophontos                                                                    | 2,12     | Eugenio Rossi                                                               | 2,03     | Marios Nikolaou                                                                         | 2,03     |
| Skok o tyczce                 | Nikandros Stylianou                                                                    | 5,00     | Andreas Efstathiou                                                          | 4,70     | Einar Daði Lárusson                                                                     | 4,60     |
| Skok w dal                    | Kristinn Torfason                                                                      | 7,67     | Zacharias Arnos                                                             | 7,53     | Rachid Chouhal                                                                          | 6,97     |
| Trójskok                      | Zacharias Arnos                                                                        | 15,98    | Panagiotis Volou                                                            | 15,91    |                                                                                         |          |
| Pchnięcie kulą                | Óðinn Björn Þorsteinsson                                                               | 19,73    | Georgios Arestis                                                            | 17,80    | Bob Bertemes                                                                            | 16,75    |
| Rzut dyskiem                  | Apostolos Parelis                                                                      | 59,73    | Danilo Ristić                                                               | 45,98    | Örn Davíðsson                                                                           | 45,67    |
| Rzut oszczepem                | Antoine Wagner                                                                         | 69,13    | Örn Davíðsson                                                               | 67,16    | René Michlig                                                                            | 65,54    |

### Kobiety
| Konkurencja:               | 1. miejsce                                                                | Rezultat | 2. miejsce                                                                                      | Rezultat | 3. miejsce | Rezultat |
| Bieg na 100 m              | Anna Ramona Papaioannou                                                   | 11,86    | Diane Borg                                                                                      | 11,89 NR | Tiffany Tshilumba                                                                                              | 11,86    |
| Bieg na 200 m              | Diane Borg                                                                | 24,27 NR | Anna Ramona Papaioannou                                                                         | 24,27    | Hrafnhild Eir Hermóðsdóttir                                                                                    | 24,58    |
| Bieg na 400 m              | Arna Guðmundsdóttir                                                       | 55,73    | Frédérique Hansen                                                                               | 56,38    | Nicole Gatt | 57,07    |
| Bieg na 800 m              | Meropi Panagiotou                                                         | 2:10,52  | Stella Christoforou                                                                             | 2:12,74  | Martine Mellina                                                                                                | 2:13,41  |
| Bieg na 1500 m             | Meropi Panagiotou                                                         | 4:36,91  | Aurélie Glowacz                                                                                 | 4:42,26  | Martine Mellina                                                                                                | 4:49,12  |
| Bieg na 5000 m             | Sladjana Perunović                                                        | 17:39,70 | Lisa Marie Bezzina                                                                              | 17:48,90 | Pascale Schmoetten                                                                                             | 17:54,12 |
| Bieg na 10000 m            | Sladjana Perunović                                                        | 36:00,48 | Lisa Marie Bezzina                                                                              | 36:51,86 | Pascale Schmoetten                                                                                             | 36:55,16 |
| Bieg na 100 m przez płotki | Dimitra Arachoviti                                                        | 13,37    | Arna Guðmundsdóttir                                                                             | 15,32    | Barbara Rustignoli                                                                                             | 15,34    |
| Bieg na 400 m przez płotki | Kim Reuland                                                               | 61,47    | Stefanía Valdimarsdóttir                                                                        | 63,76    | Polyxeni Irodotou                                                                                              | 63,77    |
| Sztafeta 4 x 100 m         | Malta · Martina Xuereb · Charlene Attard · Diane Borg · Rebecca Camilleri | 46,30 NR | Cypr · Dimitra Arachoviti · Theodosia Christou · Nikoletta Nikolettou · Anna Ramona Papaioannou | 47,08    | Islandia · Arna Guðmundsdóttir · Hafdís Sigurðardóttir · Dóróthea Jóhannesdóttir · Hrafnhild Eir Hermóðsdóttir | 47,09    |
| Sztafeta 4 x 400 m         | Malta · Francesca Xuereb · Charlene Attard · Celine Pace · Nicole Gatt    | 3:49,95  | Luksemburg · Frédérique Hansen · Anaïs Bauer · Carole Kill · Kim Reuland                        | 3:51,50  | Cypr · Rafaela Demetriou · Nikoletta Nikolettou · Polyxeni Irodotou · Par Thrasyvoulou                         | 4:07,92  |
| Skok wzwyż                 | Marija Vuković                                                            | 1,86     | Leontia Kallenou                                                                                | 1,77     | Sveinbjörg Zophoniasdóttir                                                                                     | 1,68     |
| Skok o tyczce              | Edna Semedo Monteiro                                                      | 3,80 NR  | Stéphanie Viellevoye Anna Fitidou                                                               | 3,70     | |          |
| Skok w dal                 | Nektaria Panayi                                                           | 6,35     | Rebecca Camilleri                                                                               | 6,21     | Hafdís Sigurðardóttir                                                                                          | 6,09     |
| Trójskok                   | Nina Mitkova Serbezova                                                    | 13,63    | Eleftheria Christofi                                                                            | 13,00    | Alessandra Pace                                                                                                | 11,84    |
| Pchnięcie kulą             | Florentia Kappa                                                           | 14,32    | Zacharoula Georgiadou                                                                           | 13,47    | Sveinbjörg Zophoniasdóttir                                                                                     | 12,35    |
| Rzut dyskiem               | Zacharoula Georgiadou                                                     | 49,98    | Androniki Lada                                                                                  | 48,18    | Veronika Längle-Meier                                                                                          | 41,37    |